# جوناس هاگرن
جوناس هاگرن (انگلیسی: Jonas Haggren؛ زادهٔ ۸ آوریل ۱۹۶۴) نظامی اهل سوئد است، که هم‌اکنون به‌عنوان فرمانده نیروی دریایی پادشاهی سوئد فعالیت می‌کند.